# Герб Ягідного (Куп'янський район)
Герб Я́гідного — один з офіційних символів села Ягідне, Куп'янський район Харківської області, затверджений рішенням сесії Ягідненської сільської ради.

## Опис
Щит перетятий срібним і золотим. На верхній частині ягоди суниці (герб є промовистим), на нижній три квітки півонії вузьколистої (воронця). Герб облямований декоративним картушем і прикрашений сільською короною.
Ягода — символ назви села. Квіти означають державний заповідник для збереження воронців, що розташований на території сільради.